# United Empire
United Empire es un stable heel de lucha libre profesional de la empresa New Japan Pro-Wrestling, el cual está conformado por Will Ospreay, Great O-Khan, Jeff Cobb, Henare, Kyle Fletcher, Mark Davis, TJP, Francesco Akira, Gideon Grey y Callum Newman. El grupo se formó en 2020, después de que Ospreay traicionara a su compañero de CHAOS Kazuchika Okada durante el G1 Climax 30.

## Historia

### New Japan Pro-Wrestling (2020-presente)
En la noche 17 de G1 Climax 30, durante un combate entre los miembros de CHAOS Kazuchika Okada y Will Ospreay, Bea Priestley, la novia de Ospreay, hizo su debut en NJPW, en el ringside. Cuando Okada bloqueó su presentación Money Clip en Ospreay, Priestley intentó entrar al ring, distrayendo al árbitro en el proceso. En su regreso a NJPW, Tomoyuki Oka, como Great O-Kharn, ingresó al ring detrás de la espalda del árbitro, atacando a Okada con un golpe de garra de hierro, lo que le permitió a Ospreay golpear su remate Storm Breaker, lo que le valió la victoria. Después de la pelea, Ospreay le dio la espalda a Okada al atacarlo con su codazo de Hidden Blade en la parte posterior de su cabeza. Más tarde, en una entrevista detrás del escenario, Ospreay anunció que dejaría oficialmente Chaos para comenzar una nueva facción con él, Priestley y O-Kharn llamada The Empire. O-Kharn más tarde cambiaría la ortografía de su nombre a Great O-Khan, en referencia a Genghis Khan del Imperio mongol.
El stable aparecería en Wrestle Kingdom 15 en dos luchas en la primera noche, siendo esta Ospreay enfrentando a Kazuchika Okada y O-Kharn contra Hiroshi Tanahashi, sin embargo, en ambas luchas saldrían derrotados. La misma suerte llegaría con Cobb en la noche 2 en su lucha contra Shingo Takagi por el NEVER Openweight Championship.
En NJPW Strong: High Alert, Fletcher & Davis derrotaron a Christopher Daniels & Yuji Uemura en la Final de un Torneo ganando los Campeonatos en Parejas de Peso Abierto STRONG inaugurales.

## Miembros

### Miembros actuales
| Nombre          | Tiempo                              | Notas                                                                               |
| --------------- | ----------------------------------- | ----------------------------------------------------------------------------------- |
| Will Ospreay    | 16 de octubre de 2020 – presente    | Líder y fundador del stable.                                                        |
| Great-O-Khan    | 16 de octubre de 2020 – presente    | Miembro fundador del grupo.                                                         |
| Henare          | 4 de abril de 2021 - presente       |                                                                                     |
| Kyle Fletcher   | 19 de septiembre de 2021 - presente |                                                                                     |
| Mark Davis      | 19 de septiembre de 2021 - presente |                                                                                     |
| TJP             | 25 de septiembre de 2021 - presente | Se unió durante las grabaciones del episodio especial Autumn Attack de NJPW Strong. |
| Francesco Akira | 9 de abril de 2022 - presente       | Se unió durante la noche 5 de Hyper Battle'22.                                      |
| Gideon Grey     | 23 de agosto de 2022 - presente     |                                                                                     |
| Callum Newman   | 9 de julio de 2023 - presente       |                                                                                     |

### Antiguos miembros
| Nombre        | Tiempo                                       | Notas                                                             |
| ------------- | -------------------------------------------- | ----------------------------------------------------------------- |
| Bea Priestley | 16 de octubre de 2020 – 21 de marzo de 2021  | Valet del stable, fundadora y novia de Ospreay.                   |
| Dan Moloney   | 26 de marzo de 2023 – 4 de junio de 2023     | Traicionó a Catch 2/2 en el evento Dominion 6.4 in Osaka-jo Hall. |
| Jeff Cobb     | 15 de noviembre de 2020 - 10 de mayo de 2025 | Abandonó la facción tras firmar con WWE.                          |

Línea de tiempo

## Subgrupos

### Subgrupos actuales
| Afiliado    | Miembros                 | Años          | Tipo   | Promoción(es)       |
| ----------- | ------------------------ | ------------- | ------ | ------------------- |
| Aussie Open | Kyle Fletcher Mark Davis | 2021-2024     | Equipo | RevPro NJPW ROH AEW |
| Catch 2/2   | Francesco Akira TJP      | 2022-presente | Equipo | NJPW                |

## Campeonatos y logros
- All Elite Wrestling
  - AEW International Championship (1 vez) - Ospreay
- New Japan Pro-Wrestling
  - IWGP World Heavyweight Championship (1 vez) – Ospreay
  - IWGP United States Heavyweight Championship (2 veces, último) – Ospreay
  - IWGP Tag Team Championship (3 veces) – O-Khan & Cobb (2) Fletcher & Davis (1)
  - IWGP Junior Heavyweight Tag Team Championship (3 veces) – Akira & TJP
  - Never Openweight Championship (1 vez, actual) - Henare
  - NJPW STRONG Openweight Tag Team Championship (2 veces) - Fletcher & Davis
  - NJPW WORLD TV championship (1 vez, actual) - Cobb
  - New Japan Cup 2021 – Ospreay

- Revolution Pro Wrestling
  - British Heavyweight Championship (2 veces) – Ospreay (1) y O-Khan (1)[5]
  - British Tag Team Championship  (1 vez) – Fletcher & Davis

- Ring of Honor
  - ROH World Television Championship (1 vez) – Fletcher
  - ROH World Tag Team Championship (1 vez) – Fletcher & Davis

- World Wonder Ring Stardom
  - SWA World Championship (1 vez) – Priestley[6]

- Wrestling Observer Newsletter
  - Lucha 5 estrellas (2022) United Empire (Will Ospreay, Kyle Fletcher & Mark Davis) vs. Death Triangle (PAC, Penta El Zero M & Rey Fénix) en Dynamite el 24 de agosto